# Sphoeroforma familiaris
Sphoeroforma familiaris is een hooiwagen uit de familie Zalmoxioidae.